# Palaeomicromenneus lebanensis
Genre
Espèce
Palaeomicromenneus lebanensis, unique représentant du genre Palaeomicromenneus, est une espèce fossile d'araignées aranéomorphes de la famille des Salticoididae.

## Distribution
Cette espèce a été découverte dans de l'ambre du Liban. Elle date du Crétacé.

## Étymologie
Son nom d'espèce, composé de leban[on] et du suffixe latin -ensis, « qui vit dans, qui habite », lui a été donné en référence au lieu de sa découverte, le Liban.

## Publication originale
- Penney, 2003 : A new deinopid spider from Cretaceous Lebanese amber. Acta Palaeontologica Polonica, vol. 48, p. 569–574.